# متالوسن خمیده
متالوسن خمیده (انگلیسی: Bent metallocene) دسته ای از ترکیبات آلی فلزی و زیر مجموعه ای از متالوسن‌ها هستند که در آن لیگاندهای حلقوی متصل به فلز مرکزی با هم موازی نبوده و با یکدیگر زاویه مشخصی دارند. تیتانوسن دی کلرید نمونه ای از این دسته ترکیبات است.

برخی متالوسن های خمیده
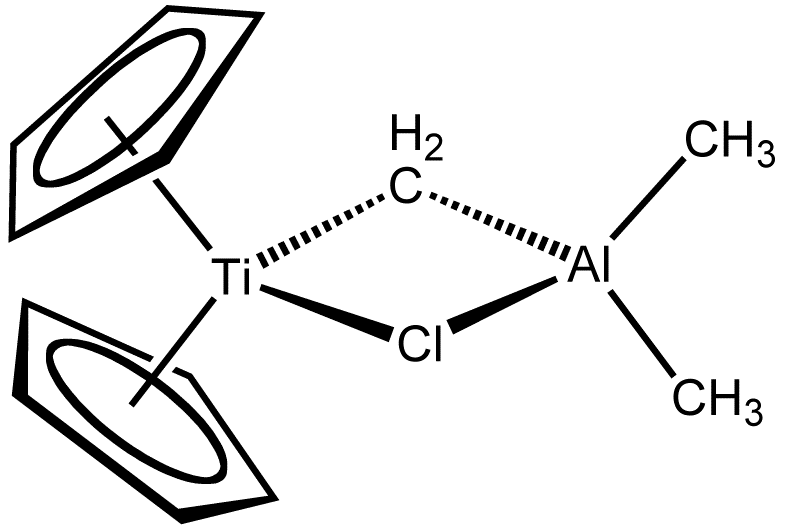
واکنش‌گر تبه
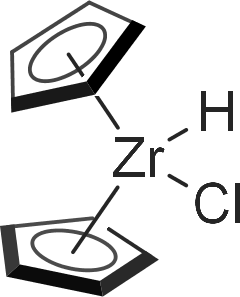
واکنشگر شواردز.
آنسا-متالوسن, X یک گروه متصل شونده است.
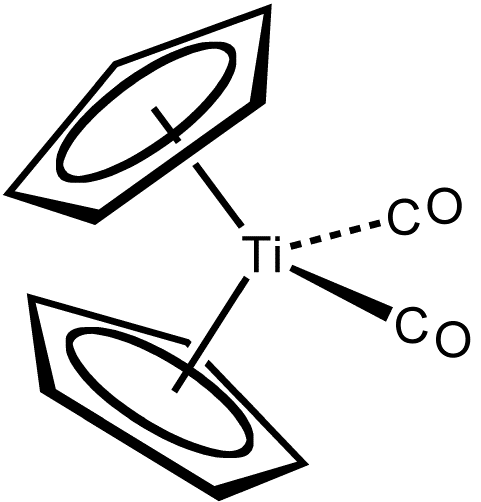
تیتانوسن دی‌کربونیل.